# Burnettia cuneata
Burnettia là một chi thực vật có hoa đơn loài trong họ, Orchidaceae. Burnettia cuneata là loài duy nhất trong chi này, và được Lindl. miêu tả khoa học đầu tiên năm 1840.